# Hauntology (musica)

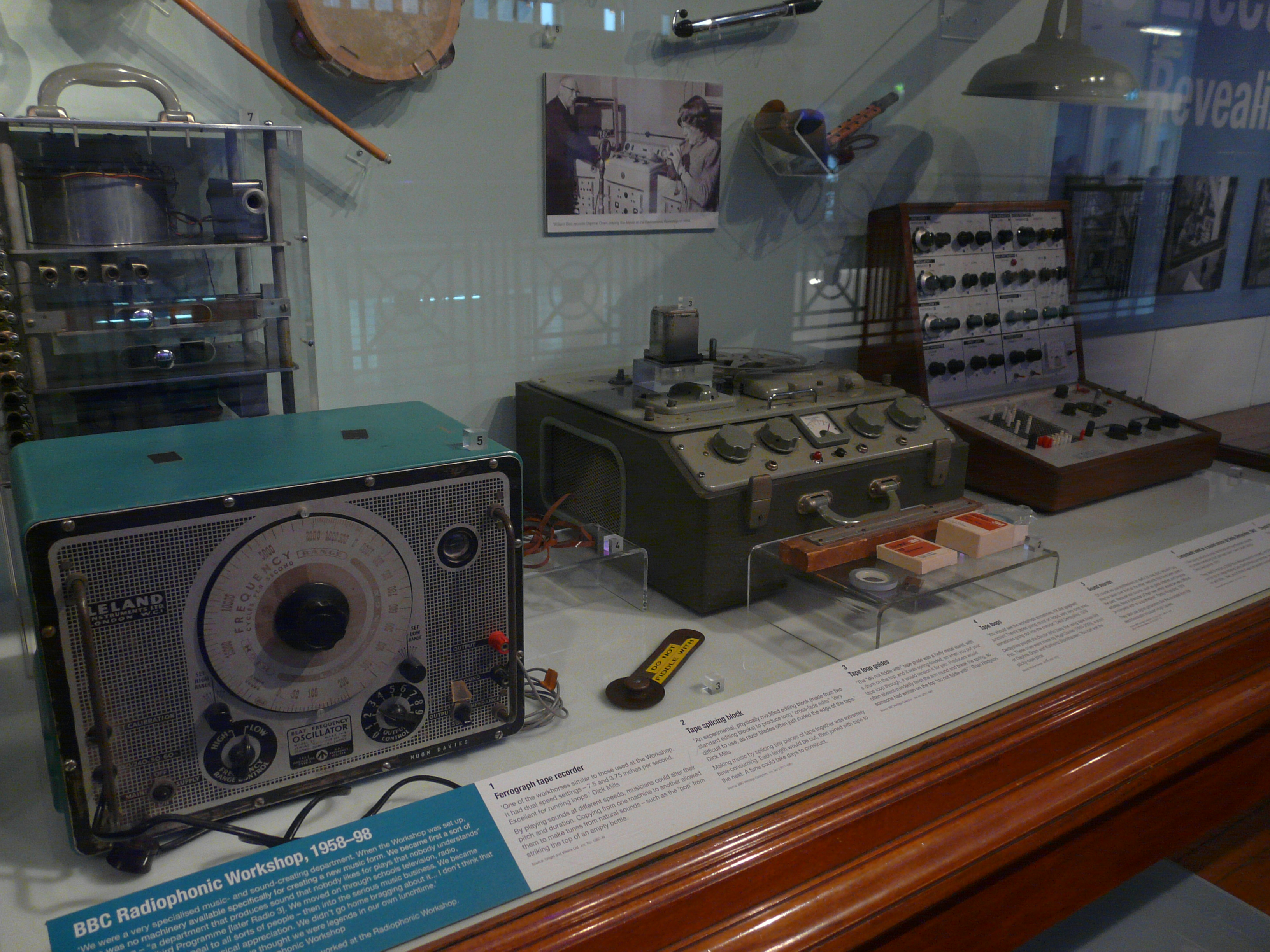
Le apparecchiature analogiche di proprietà del BBC Radiophonic Workshop hanno ispirato gli artisti hauntology.

Per hauntology si intende un genere musicale (o, stando ad altre fonti, una macrocategoria di stili) della musica elettronica e sperimentale che rievoca la memoria culturale e l'estetica del passato.
La stilistica si sviluppò nel Regno Unito durante gli anni 2000, fa un massiccio uso di campionamenti, e trae ispirazione dalla musica per sonorizzazioni, alle colonne sonore di film, alla psichedelia, e ai film di informazione pubblica britannici e che risalgono fra gli anni quaranta e settanta del Novecento. Il termine "hauntology" venne originariamente coniato da Jacques Derrida e approfondito successivamente da Simon Reynolds e Mark Fisher. Gli artisti hauntology comprendono The Caretaker, Burial, Philip Jeck, più tutti i musicisti scritturati dall'etichetta Ghost Box. Dall'hauntology derivano il pop ipnagogico e la chillwave.

## Etimologia
La parola "hauntology" venne utilizzata per la prima volta nel libro del 1993 Spettri di Marx di Derrida per criticare il marxismo che, secondo il filosofo francese, tenderebbe a "perseguitare la società occidentale dall'oltretomba."

## Storia e artisti
Sebbene non avesse mai utilizzato la parola "hauntology", le teorie formulate da Derrida vennero riprese da Ian Penman in un suo saggio del 1995 su Maxinquaye (1995) di Tricky. Più tardi, altri intellettuali come Simon Reynolds e Mark Fisher riutilizzarono il termine per descrivere lo stile musicale di Philip Jeck, William Basinski, Burial, The Caretaker e del roster dell'etichetta britannica Ghost Box. Fisher sostenne che Ariel Pink sarebbe uno dei protagonisti dell'hauntology. In un suo articolo per The Wire del 2006, Reynolds affermò che i maggiori artisti "hauntologici" comprendono The Focus Group, Belbury Poly, Advisory Circle, i Broadcast, Mordant Music e il sopracitato Caretaker. Stando a diverse fonti, gli anticipatori dello stile includerebbero il duo dei Boards of Canada (che vengono talvolta considerati veri e propri esponenti dell'hauntology), i Portishead, gli I Monster, e i Position Normal. Dall'hauntology presero piede almeno tre tendenze, ovvero il pop ipnagogico americano, la psichedelia occulta italiana e la chillwave.

## Caratteristiche
Il termine "hauntology" viene usato per indicare una tendenza musicale ed artistica ispirata all'estetica del passato e che ha molti elementi in comune con il retrofuturismo. Gli artisti della corrente si servono di apparecchiature analogiche per generare suoni spettrali e rievocare una memoria culturale e un passato che persistono nel presente. Nel suo articolo del 2006, Reynolds sostiene che "questo filone di musica 'spettrale' non sarebbe un genere a tutti gli effetti o una scena musicale (...) quanto piuttosto un approccio, o un'atmosfera" che accomuna artisti diversi. Tuttavia, nel 2017, il giornalista britannico dichiarò che l'hauntology fosse "un genere di musica britannica disturbante che si focalizza sui concetti di decadimento e futuro perduto". L'accademico Adam Harper riportò che esso "non fosse un genere di arte o musica, bensì un effetto estetico, un modo di leggere e apprezzare l'arte".
La musica hauntologica attinge piene mani da fonti sonore non sempre musicali e risalenti al periodo compreso dal secondo dopoguerra agli anni settanta del XX secolo, fra cui library music, registrazioni e/o filmati di informazione didattica, musica concreta ed elettronica come quella del BBC Radiophonic Workshop, psichedelia, e folk. Secondo qualcuno, l'hauntology sarebbe ispirata a I Hear a New World (1960) di Joe Meek. A volte, lo stile riecheggia la musica industriale e la drone music. L'estetica visiva di questo tipo di musica si rifà al design dei libri di testo scolastici, ai poster di informazione pubblica e a quello delle identificazioni delle stazioni televisive.
Coloro che compongono musica hauntology adoperano, spesso contemporaneamente, apparecchiature analogiche, digitali, e strumenti musicali acustici, fra cui campionatori, e cassette e sintetizzatori degli anni sessanta e settanta. A causa delle strumentazioni deteriorate con il passare del tempo di cui si servono i musicisti, si possono percepire i fruscii emessi dagli strumenti stessi.

## Analisi critica

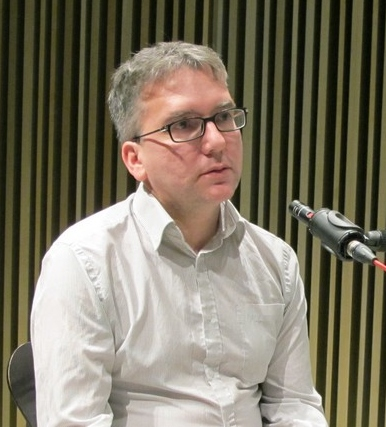
Mark Fisher nel 2011

La musica hauntologica avrebbe profondi legami con la cultura britannica: secondo l'Oxford Handbook of Music and Virtuality, essa rappresenterebbe infatti un tentativo di rievocare "una nostalgia per un futuro che non si è mai concretizzato, una Gran Bretagna alternativa ove sono sedimentati e rimessi in ordine i rifiuti del dopoguerra". Simon Reynolds la descrisse come un tentativo di costruire un "utopismo perduto" radicato in visioni di un benevolo post-stato sociale. Secondo il teologo Johan Eddebo, due delle caratteristiche principali del fenomeno sono il senso di perdita e di lutto.
Liam Sprod di 3:AM Magazine affermò che l'hauntology è "saldamente radicata nell'idea di nostalgia intesa come interruzione del tempo (...) invece di essere una semplice ripetizione, questa distanza fornisce un senso di perdita e lutto (...) e rivitalizza le potenzialità di un'utopia per l'età presente". Mark Fisher definì il movimento hauntology "un segno che la cultura 'bianca' non può più sfuggire alle disgiunzioni temporali che sono state costitutive della diaspora africana" e che esso rappresenterebbe il "confronto della musica elettronica contemporanea con una impasse culturale: il fallimento del futuro". Fisher dichiarò anche che:
Secondo l'accademico Sean Albeiz, la musica hauntologica suggerisce "una strana miscela di memorie culturali condivise ma sbiadite attraverso atmosfere sinistre". L'hauntology e il movimento ipnagogico vennero paragonati a "finzioni sonore o falsificazioni intenzionali, che creano ricordi incompleti di cose che non sono mai esistite, approssimandosi alla natura imprecisa della memoria stessa".